# Magòria-La Campana metróállomás
Magòria-La Campana egyike a Spanyolországban található barcelonai metró metróállomásainak.

## Metróvonalak
Az állomást az alábbi metróvonalak érintik:
- Llobregat–Anoia-vasútvonal
- 8-as metróvonal

## Kapcsolódó állomások
Az állomáshoz az alábbi állomások vannak a legközelebb:
- Ildefons Cerdà (Molí Nou-Ciutat Cooperativa, 8-as metróvonal, Llobregat–Anoia-vasútvonal)